# اينار إريكسن (موجه قوارب)
اينار إريكسن (بالنرويجية البوكمول: Einar Eriksen)‏ هو موجه قوارب ‏ نرويجي، ولد في 3 مارس 1880 في تروندهايم في النرويج، وتوفي في 15 يوليو 1965 في أوسلو في النرويج.

## وصلات خارجية
- اينار إريكسن على موقع الاتحاد الدولي للتجديف (الإنجليزية)
- اينار إريكسن على موقع اللجنة الأولمبية الدولية (الإنجليزية)
- اينار إريكسن على موقع أوليمبيديا (الإنجليزية)